# Maicol Rodríguez
Pour les articles homonymes, voir Rodríguez.
Maicol Rodríguez Rodríguez, né le 21 août 1986, est un coureur cycliste panaméen.

## Palmarès et résultats

### Palmarès par année
- 2008
  - 3e du championnat du Panama sur route espoirs
- 2010
  - 4e étape de la Vuelta Ciclística Ralí
  - 1re étape du Tour du Panama (contre-la-montre par équipes)
  - 6e (contre-la-montre par équipes) et 7e étapes de la Vuelta a Chiriquí
  - 2e de la Vuelta Ciclística Ralí
- 2011
  - Clásica Radio Chiriquí :
    - Classement général
    - 2e étape

  - 1re (contre-la-montre par équipes) et 3e étapes du Tour du Panama
  - 4e étape de la Vuelta a Chiriquí (contre-la-montre par équipes)
  - 2e du Tour du Panama
- 2012
  - 1re étape du Tour du Panama (contre-la-montre par équipes)
  - 5e étape de la Vuelta a Chiriquí (contre-la-montre par équipes)
  - 2e du Tour du Panama
- 2013
  - Clásica de Montaña Club Rali :
    - Classement général
    - 1re étape

  - 2e du championnat du Panama du contre-la-montre
  - 2e du championnat du Panama sur route
- 2014
  - Clásica Rali :
    - Classement général
    - 1re étape

  - Reto a Los Altos de Santa María
  - 1re (contre-la-montre par équipes) et 6e étapes du Tour du Panama
- 2015
  - 1re étape du Tour du Panama (contre-la-montre par équipes)
  - 2e du championnat du Panama sur route
  - 3e du Tour du Panama
- 2016
  - 1re étape du Tour du Panama (contre-la-montre par équipes)
  - 2e du Tour du Panama
- 2017
  - 3e étape de la Vuelta a Chiriquí (contre-la-montre par équipes)

### Classements mondiaux
| Année            | 2012 | 2013 | 2014 | 2015 |
| ---------------- | ---- | ---- | ---- | ---- |
| UCI America Tour | 106e | 67e  |      | 106e |